# El espejo de Venus (pintura)
El espejo de Venus —en inglés The Mirror of Venus— es una pintura de Edward Burne-Jones, perteneciente a su etapa esteticista. 

## Introducción
Sir Edward Burne-Jones fue un miembro del movimiento prerrafaelita, formado inicialmente en Inglaterra en 1848. Posteriormente Burne Jones devino una de las principales figuras del esteticismo, una nueva tendencia surgida alrededor de 1860. Esta corriente artística —propia del estilo victoriano tardío— primaba el arte por el arte, dejando en segundo lugar el detallismo minucioso, la aspiración a la sinceridad y a la moralidad propugnadas por John Ruskin y propias del primer prerrafaelismo.

## Descripción de la obra
- Lisboa, Museo Calouste Gulbenkian; n º. de inventario: 273;[2]
- Datación: 1877;
- Dimensiones: 120 x 200 cm;
- Técnica: pintura al óleo sobre lienzo;

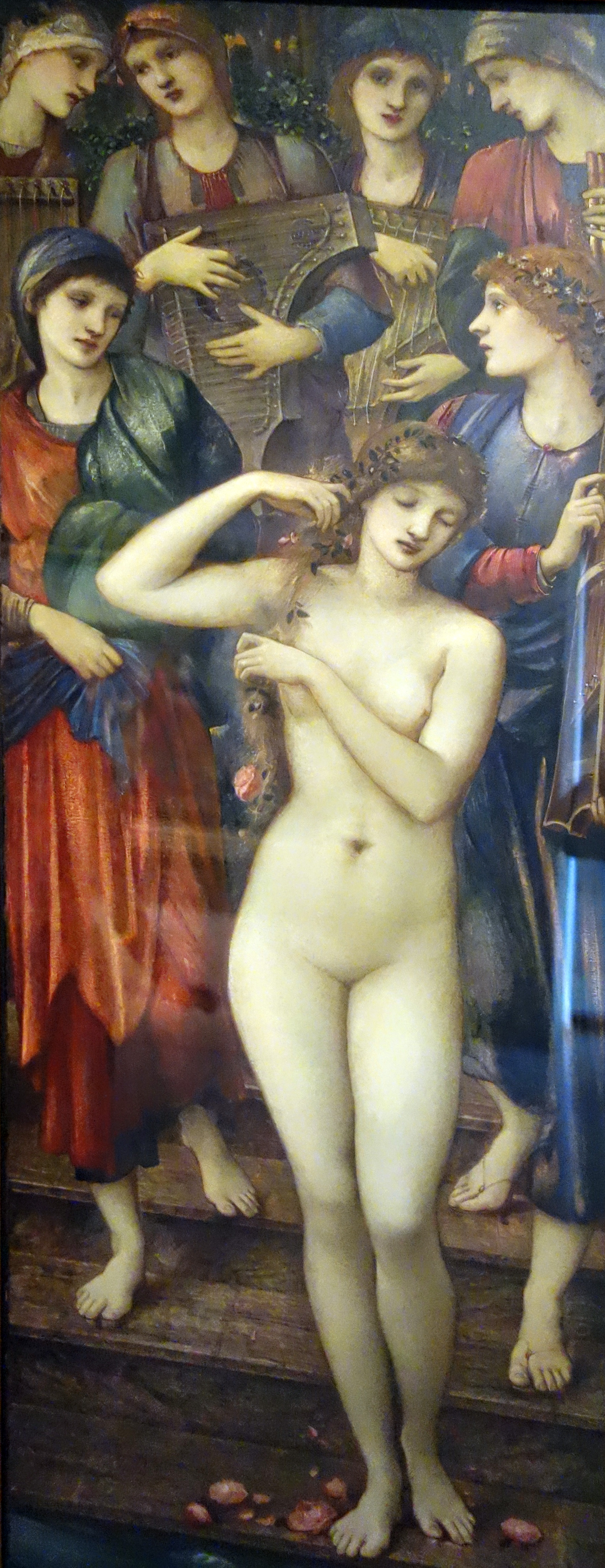
The Bath of Venus, en el Museo Calouste Gulbenkian

El pintor emplea un mínimo de elementos narrativos, creando una disposición lineal de figuras vestidas con ropas pseudo-clásicas, a la manera de un friso. Burne-Jones busca crear una atmósfera propia del Quattrocento, y de Botticellil en particular, priorizando la armonía decorativa del conjunto y evocando una sensación de nostalgia por el pasado. Ninguna otra obra suya ilustra mejor su ingenio para fusionar el prerrafaelismo y el Renacimiento italiano en un nuevo estilo estético, Su objetivo principal es la búsqueda de la belleza, y despertar la imaginación poética del espectador.
Al igual que The Bath of Venus —también en el Museo Calouste Gulbekian—  la composición deriva de una ilustración de 1860, destinada a La colina de Venus —Venusberg— parte del poema The Earthly Paradise, de William Morris, e inspirado en la leyenda medieval de Tannhäuser.
La escena —puramente imaginaria— muestra a Venus y a sus doncellas con coloridos vestidos pseudo-clásicos en azul, rojo y naranja, contemplando sus propios reflejos en un estanque. El primer plano es una alfombra de flores, pero el paisaje del fondo es árido y rocoso. Este tipo de paisajes se convertirían en una característica de su obras posteriores, e imitados por sus seguidores. El ambiente y los colores son prerrafaelitas, pero la dulzura y la elegancia de las figuras recuerdan al Renacimiento italiano. La concepción es puramente estética: con un mínimo de contexto narrativo o histórico. A través de los rostros de las jóvenes, de sus elegantes poses y de sus melancólicas expresiones, se adivina una sensación de tristeza y nostalgia por el pasado, característica de muchas pinturas prerrafaelitas tardías.